# Бочков, Борис Викторович
Борис Викторович Бочков (2 октября 1924 — 22 февраля 1991) — советский военный лётчик и военачальник, генерал-полковник авиации (13.02.1976).

## Биография
Родился 2 октября 1924 года в Севастополе. Сын командира пограничных войск ГПУ СССР В. М. Бочкова, будущего генерал-лейтенанта и Прокурора СССР (1940—1943).
С июня 1942 года в Красной Армии. В 1943 году окончил Вязниковскую военную авиационную школу пилотов. С 17 сентября 1943 года — на фронтах Великой Отечественной войны. С сентября 1943 года — лётчик 28-го истребительного авиационного полка ПВО, с января 1944 — лётчик 445-го истребительного авиационного полка ПВО (1-я воздушная истребительная армия ПВО, Западный фронт ПВО). Затем — старший лётчик 148-го гвардейского истребительного авиационного полка особого назначения 148-й истребительной авиационной дивизии ПВО Западного фронта ПВО. В составе полка в 1945 году выполнял боевые задачи по прикрытию с воздуха войск 1-го Белорусского фронта. За время участия в войне выполнил 10 боевых вылетов и участвовал в одном воздушном бою 25 апреля 1945 года. В этом бою младший лейтенант Б. В. Бочков сбил 1 немецкий самолёт лично и 1 в паре.
В 1950 году окончил Военно-воздушную академию. Участник Корейской войны 1950—1953 годов, воевал в 1950—1951 годах в должности заместителя командира 139-го гвардейского истребительного авиационного полка по воздушно-стрелковой службе, майор. Сбил 2 истребителя ВВС США.
Затем служил в Войсках ПВО страны помощником командира 139-го истребительного авиаполка по тактике воздушного боя, с августа 1956 по 1958 год командовал 28-м гвардейским истребительным авиационным полком в Московском округе ПВО. С 1958 по 1962 годы — заместитель командира гвардейской истребительной авиадивизии по лётной подготовке.
В 1962 году окончил Военную академию Генерального штаба Вооружённых сил СССР. В июле 1962 — сентябре 1963 года — заместитель командира, а в сентябре 1963 — июне 1965 года — командир дивизии ПВО Московского округа ПВО Войск ПВО страны. В июне 1965 года — августе 1969 года — командир 16-го корпуса ПВО (Горький). В августе 1969 — сентябре 1972 года — первый заместитель командующего, а в сентябре 1972 — декабре 1975 года — командующий 2-й отдельной армией ПВО (Минск). В декабре 1975 — апреле 1980 года — командующий войсками Московского округа ПВО. В 1980—1987 годах — заместитель главнокомандующего Войск ПВО по вузам. С 1987 года — в отставке.
Был членом КПСС (с 1950 года). Член Центральной ревизионной комиссии КПСС (1976—1981 годы). Депутат Верховного Совета СССР 10-го созыва (1979—1984 годы).
Похоронен на Новодевичьем кладбище в Москве.

## Награды
- Три ордена Красного Знамени
- Два ордена Отечественной войны I степени (27.05.1945, 11.03.1985)
- Три ордена Красной Звезды
- Орден «За службу Родине в Вооружённых Силах СССР» III степени
- Медаль «За оборону Москвы»
- Медаль «За взятие Берлина»
- юбилейные и иные медали

награды иностранных государств
- Офицерский крест ордена Возрождения Польши (Польша, 6.10.1973)
- Медаль «За укрепление дружбы по оружию» II степени (ЧССР, 20.03.1970)
- Медаль «1300 лет Болгарии» (Болгария, 29.03.1982)
- Медаль «20-я годовщина Революционных Вооружённых сил Кубы» (Куба, 1976)
- Медаль «30-я годовщина Революционных Вооружённых сил Кубы» (Куба, 24.11.1986)

## Ссылка
- Биография на сайте «Советские асы Корейской войны 1950—1953 гг.»
- Рябцев В. Р. Немного о командующем и о себе // Ветераны округа вспоминают. К 50-летию Московского округа ПВО. — Москва, 2005.
- Биография Б. В. Бочкова на сайте «Весь Ряжск».